# 아이엔 무뇨스
아이엔 무뇨스 카페얀(스페인어: Aihen Muñoz Capellán, 1997년 8월 16일, 나바라 지방 에차우리 ~)은 스페인의 프로 축구 선수로, 레알 소시에다드 소속이다. 주로 좌측 수비수로 활약하는 그는 측면 미드필더로도 뛸 수 있다.

## 클럽 경력
무뇨스는 나바라 지방 에차우리 출신으로, 레알 소시에다드 유소년부를 졸업하였다. 2015년 7월에 3군인 베리오로 승격하면서, 그는 테르세라 디비시온에서 그 시즌에 첫 성인 무대 경기를 뛰었다.
2017-18 시즌, 무뇨스는 세군다 디비시온 B에 소속된 2군으로 올라갔다. 그는 2019년 1월 6일, 2-0으로 이긴 레알 마드리드와의 원정 경기에서 프로 무대이자 라 리가 신고식을 치렀다.
2019년 4월 23일, 무뇨스는 2022년까지 계약을 연장하였고, 6월 9일에 정식적으로 1군으로 승격되었다.

## 국가대표팀 경력
2019년 5월, 그는 0-0으로 비긴 파나마 원정 경기에서 바스크 국가대표팀 비공식 첫 경기를 치렀는데, 당시 바스크 대표로 젊고 경험이 짧은 선수들이 대거 출전하였다.